# Fryderyk Skarbek

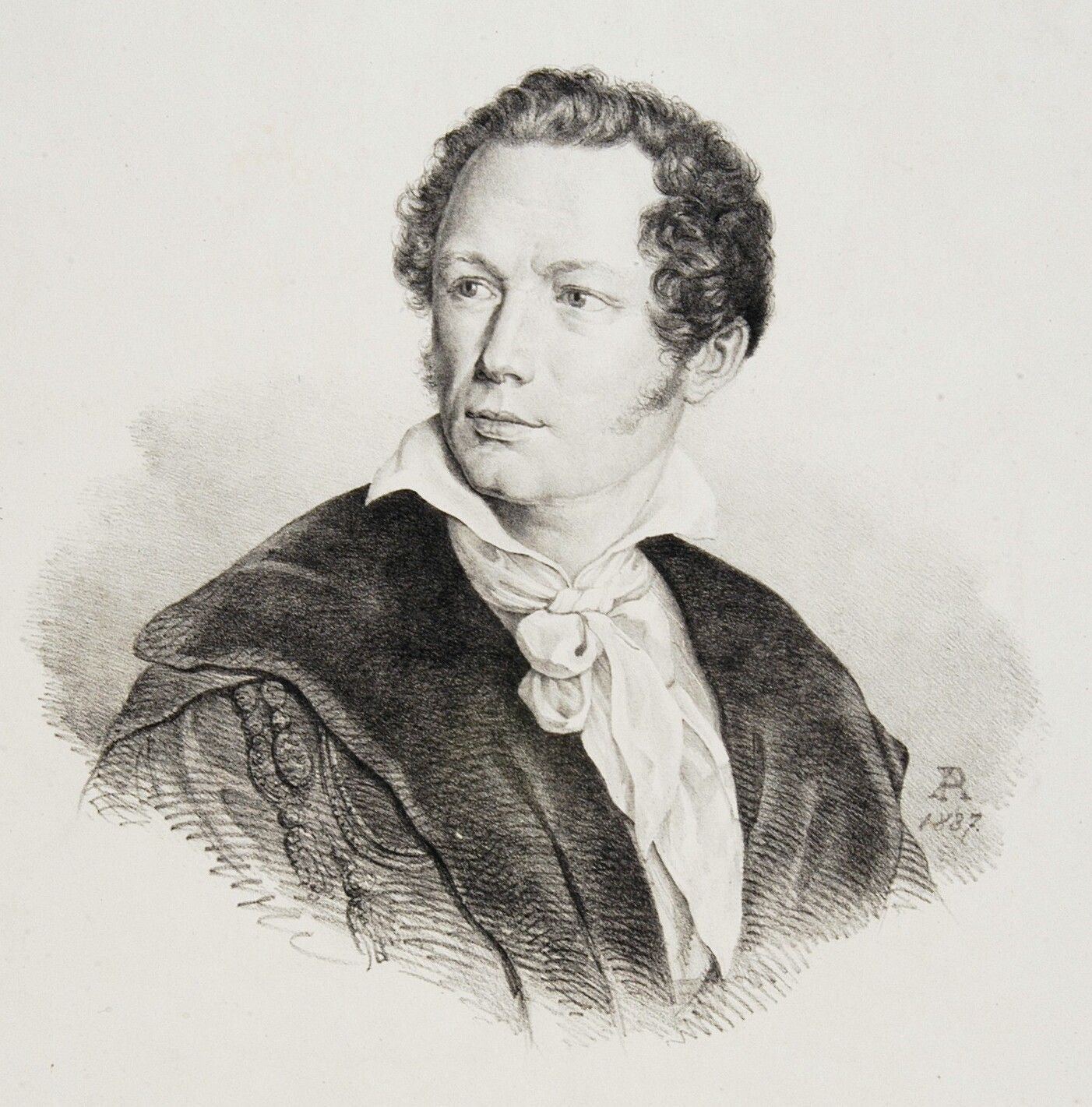
Fryderyk Skarbek

Fryderyk Florian Skarbek, född 15 februari 1792 i Toruń, död 25 september 1866 i Warszawa, var en polsk greve, nationalekonom och författare. 
Skarbek blev 1818 professor i nationalekonomi vid universitetet i Warszawa och 1828 statsreferendarie, i vilken egenskap han fullständigt omdanade den polska fångvården. Han kallades till Sankt Petersburg 1830, utnämndes till statsråd och kammarherre samt utövade sedermera som president för välgörenhetsanstalterna i Warszawa en storartad filantropisk verksamhet. 
Skarbek och författade många skrifter i sin vetenskap, däribland Nauka administracyi (Förvaltningsrätt; 1821), Rys nauki finansów (Finansrätt; 1824), Dykcyonarz ekonomii polityeznéj (1828) och Théorie des richesses sociales (1830; polsk översättning 1859) samt Essai de la morale civique (1860). 
Av Skarbeks 25 dramatiska alster utgavs 13 år 1847 under titeln Teatr Fryderyka Skarbka. Bland hans berättelser märks Podróž bez celu (Resa utan mål, 1824), Pan Starosta (1820) och novellsamlingen Poiciastki polskie (1861). Hans memoarer, Pamirtniki, utgavs 1878. Som historiker gjorde han sig bemärkt genom Dzieje ksiestwa warszatrskiego (1860).